# Distretto di Meilie
Il distretto di Meilie (梅列区S, MéilièP) è un distretto della Cina, situato nella provincia del Fujian.